# Anti-Administration Party

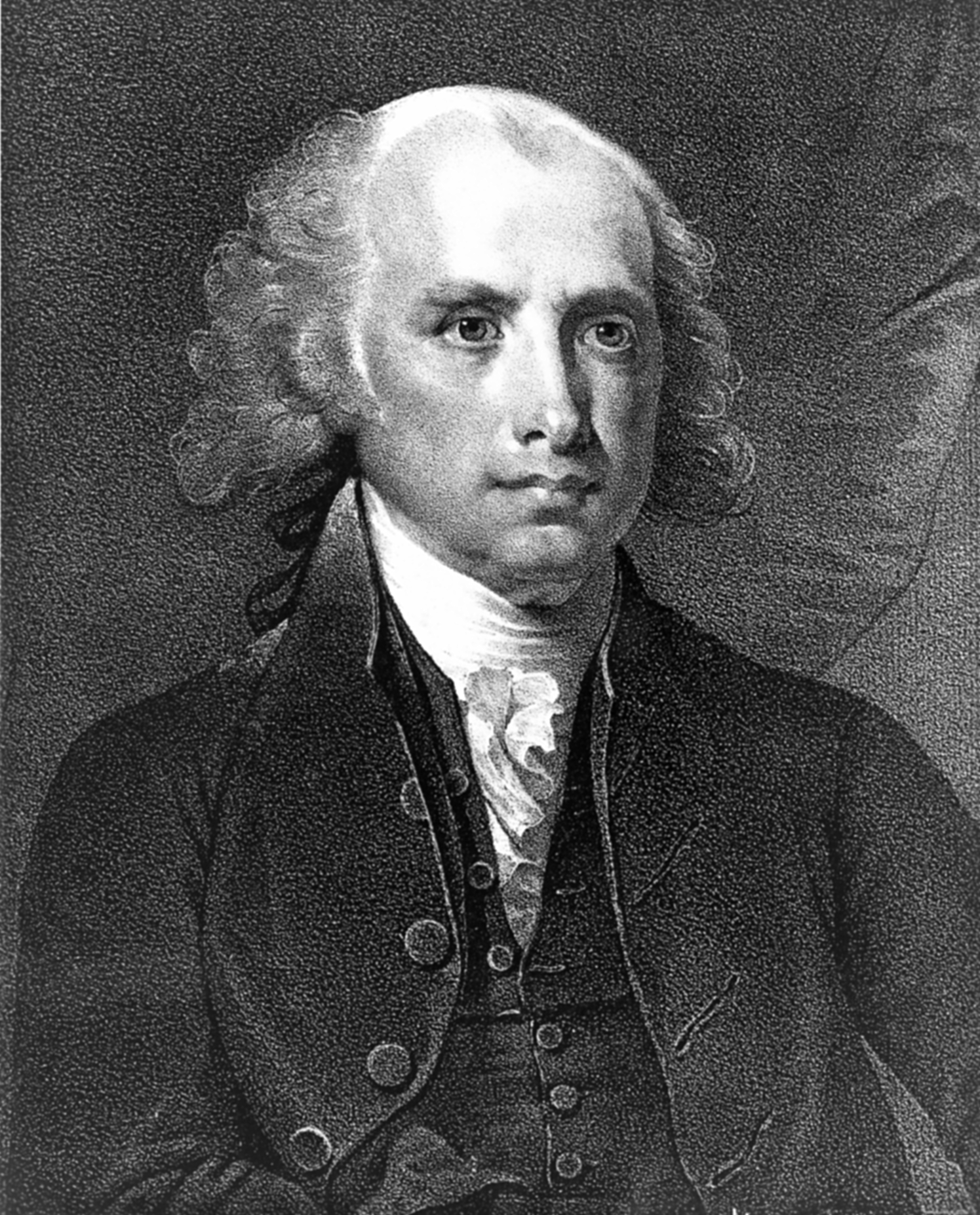
Virginias Kongressabgeordneter James Madison war Führer der Anti-Administration Party

Anti-Administration Party (1789–1792), auch als Anti-Federalists bekannt, war der inoffizielle Name einer politischen Fraktion, die sich gegen die Politik des amerikanischen Finanzministers Alexander Hamilton unter dem ersten Präsidenten George Washington aussprach. Es handelte sich bei ihr um keine organisierte Partei, sondern um eine lose politische Bewegung in Opposition zur Regierung der Pro-Administration Party, aus der sich später die Föderalistische Partei entwickelte. Die meisten Anhänger dieser Fraktion waren bei der Ratifizierung der Verfassung der Vereinigten Staaten als Anti-Föderalisten auch Gegner der neuen Staatsordnung. Nachdem Thomas Jefferson 1791/1792 die Führung der Opposition gegen Hamilton übernommen hatte, entwickelte sich die Anti-Administration Party zur Demokratisch-Republikanischen Partei. Diese wurde 1792 von Jefferson und James Madison gegründet und sympathisierte mit der Französischen Revolution, priorisierte die Landwirtschaft über das sich ausbreitende Gewerbe, betonte die Rechte der Bundesstaaten im politischen System der Vereinigten Staaten und opponierte gegen die Gründung der First Bank of the United States.